# 克卜勒46
克卜勒46（Kepler-46），舊稱KOI-872，是一個位於天鵝座的恆星。該恆星旁已經由分析克卜勒太空望遠鏡初級資料的方式發現系外行星克卜勒46b，並且再以該太空望遠鏡公開資料經由凌日時間變分法發現第二顆行星克卜勒46c。當該系統只確定一顆行星時，有分析指有一顆至今未確定的行星克卜勒46d或系外衛星存在。如果獲得確認，將是首次在太陽系外發現天然衛星。

## 恆星概況
克卜勒46本身年齡大約是100億年，質量大約是太陽的90%。它的表面溫度和半徑與太陽相當。

## 行星系
本系統第二顆被發現的行星是以第一顆行星資料經由凌日時間變分法發現；而克卜勒46c 存在的信心水準達到99%，因此該法可以是未來偵測太陽系外行星甚至系外衛星的方式。第二顆行星對公轉周期只有34日的第一顆行星產生重力牽引。這狀況通常發生在極其穩定系統遇上外在行星擾亂固有行星凌日時間，凌日時間的變化就可指出其他行星的存在，甚至是擾亂固有行星凌日時間的行星不產生凌日現象的狀態下也可偵測出。
資料顯示克卜勒46c的質量相當於土星，公轉周期57日。因為行星本身不產生凌日現象，無法得知體積。量測顯示另有一顆公轉周期6.8日行星，但尚未確認。
第二顆行星的發現方式類似於發現海王星的方式，即新發現的行星對已知行星產生重力牽引作用。
| 成員 (依恆星距離) | 质量             | 半長軸 (AU)     | 轨道周期 (天)      | 離心率      | 傾角 | 半径             |
| ----------------- | ---------------- | --------------- | ------------------ | ----------- | ---- | ---------------- |
| b                 | <6 MJ            | 0.1967 ± 0.0029 | 33.60134 ± 0.00021 | 0.01 ± 0.01 | —    | 0.812 ± 0.043 RJ |
| c                 | 0.376 ± 0.023 MJ | 0.2799 ± 0.0041 | 57.004 +0.091-0.1  | 0.01 ± 0.01 | —    | —                |
| d (未确认)        | ?                | 0.068 ± 0.003   | 6.76671 ± 0.00013  | ?           |      |                  |